# 奧德維奇

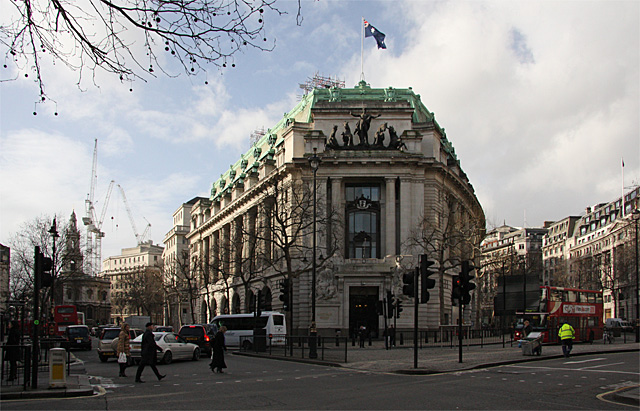
奧德維奇東端的澳大利亞大樓

奧德維奇（Aldwych）是英國倫敦的一條單行道，也可以指這條街道附近的地區。奧德維奇位於西敏市查令十字東北0.6英里（1）處。奧德維奇是北岸商業開發區的一部分，附近原有倫敦地鐵奧德維奇站（已關閉）。
“奧德維奇”是“老集市”或“老市鎮”的意思，是7世紀羅馬時代的倫敦城荒廢後，新到來的盎格魯·撒克遜人在其西邊建造的聚居地，時城“倫敦威克”（Lundenwic，“倫敦集市”）。9世紀末倫敦城重修城墻後逐漸廢棄，因此被稱爲“老集市”。現在的奧德維奇街建于20世紀初，根據80年代的考古發現其位置在古倫敦威克的東端，倫敦威克的西端則在今特拉法加廣場、英國國立美術館附近。奧德維奇街呈新月形，它與河岸街之間形成的半月形街區上建有一系列大型建築，包括澳大利亞大樓（澳大利亞駐英高級專員署）、布什大楼（曾是BBC國際頻道總部）、以及印度大樓（印度駐英高級專員署）。